# Jakkolo
Jakkolo, auch Sjoelen genannt, ist ein Geschicklichkeitsspiel, das auch als Sport betrieben wird.

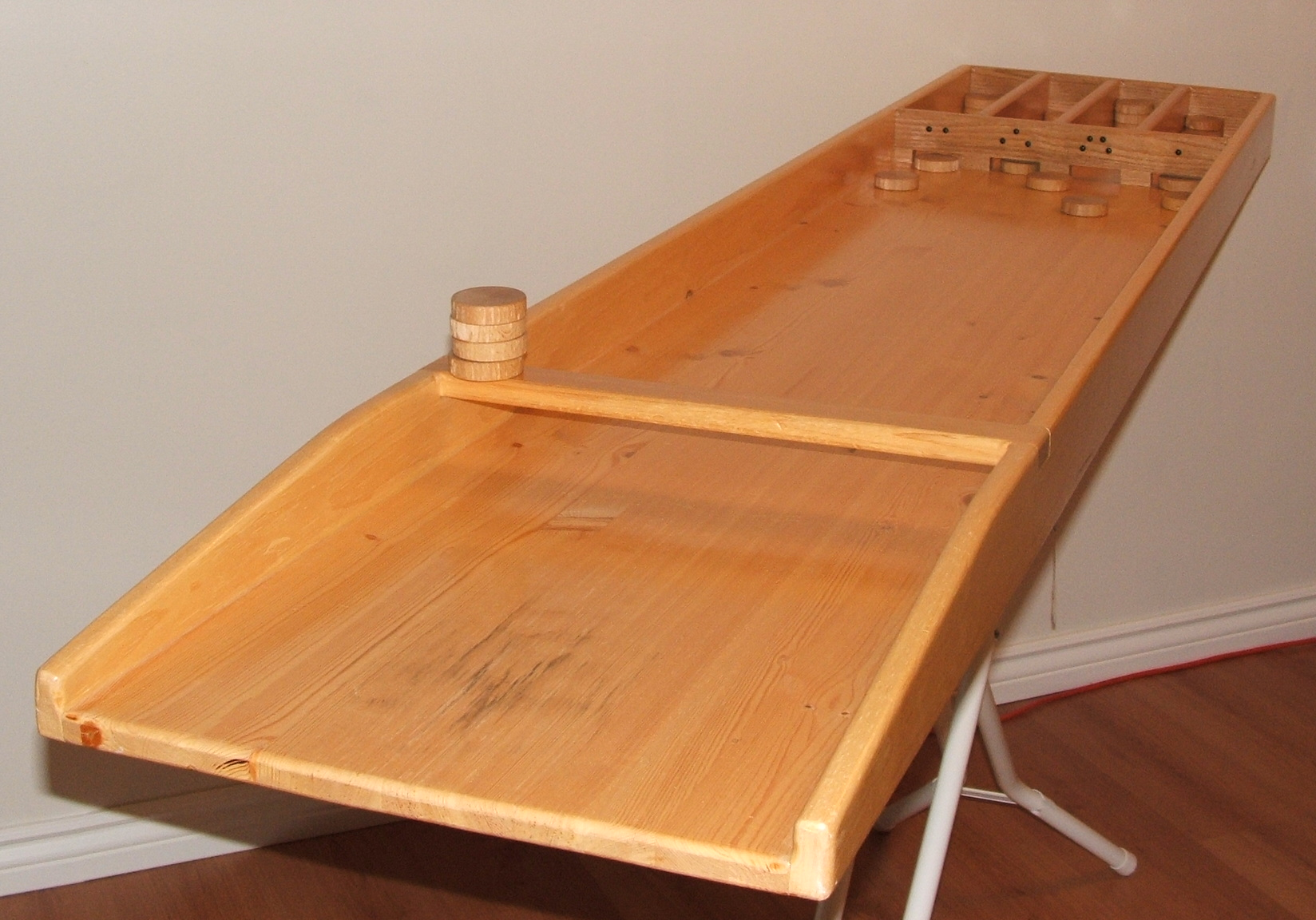
Spielfeld und -material

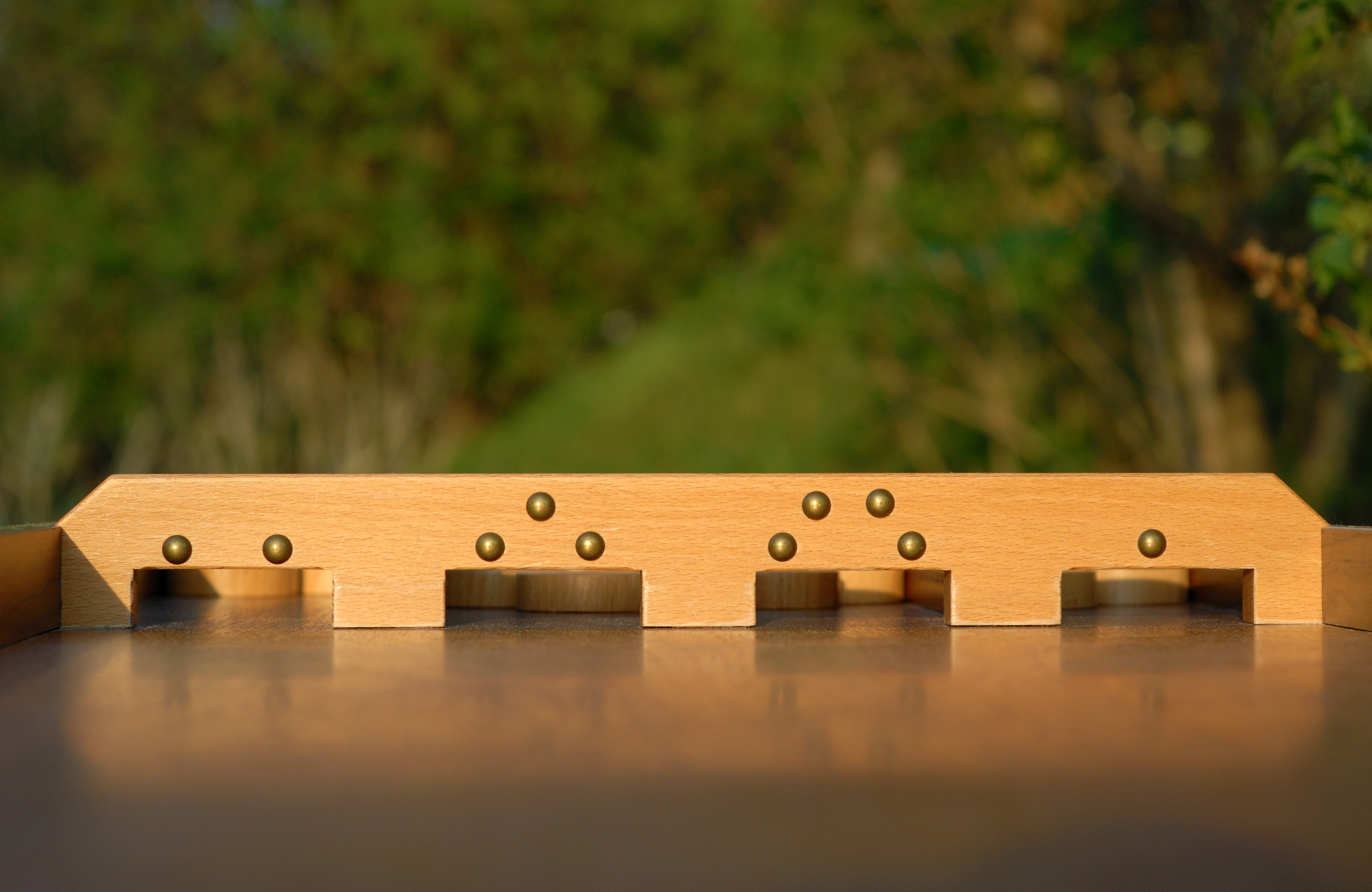
Tore

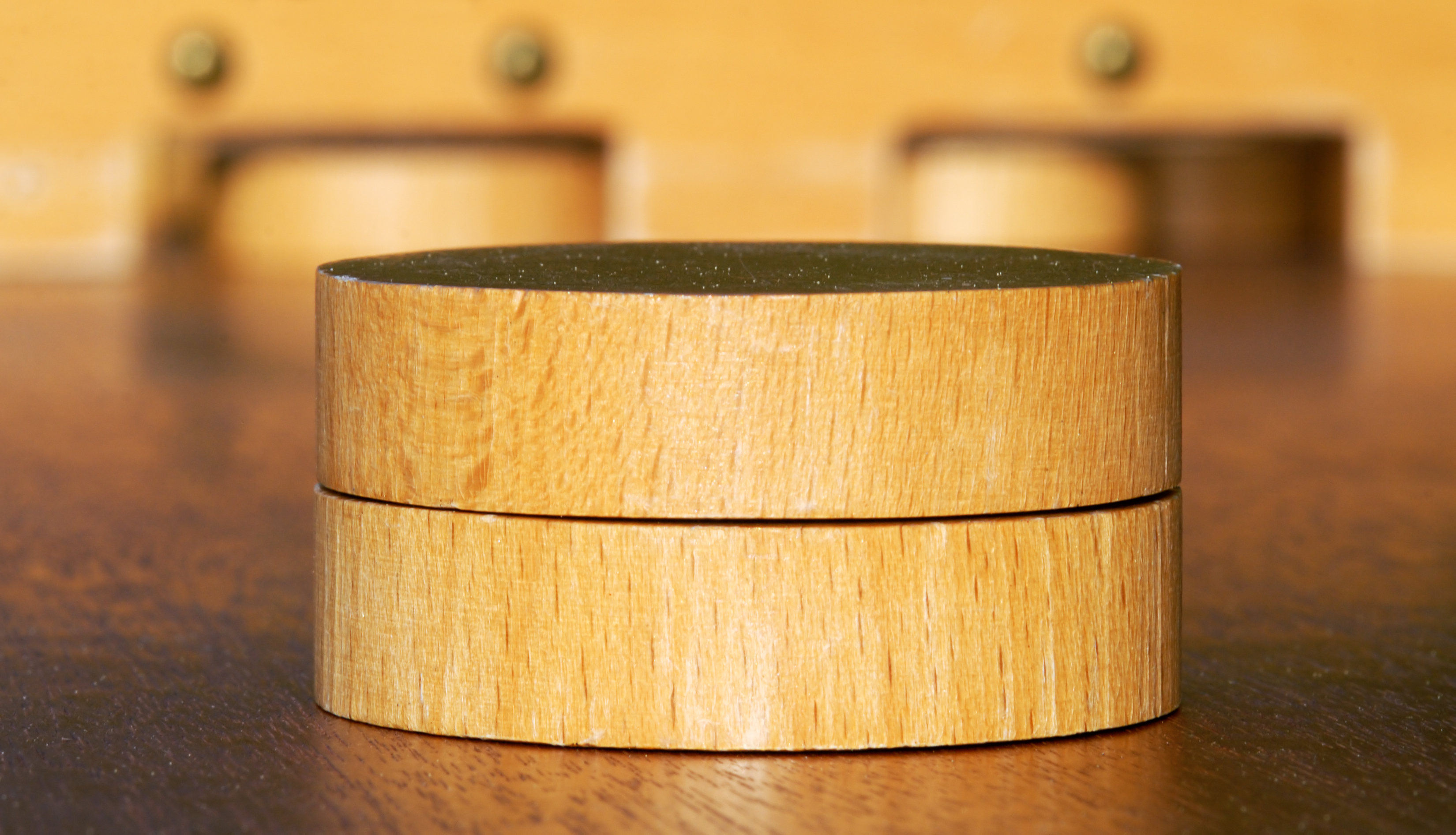
Pucks

## Material und Regeln
Gespielt wird auf einem 2 m langen, 40 cm breiten Holzbrett (Sjoelbak). Am Ende dieses Bretts befinden sich vier Tordurchlässe mit Boxen und verschiedener Wertung. Von links beginnend zählt man für einen Treffer 2 – 3 – 4 – 1 Punkte. In diese Boxen werden mit der Hand runde, konkave Holz-Spielsteine geschoben, welche einen Durchmesser von 51 mm und eine Dicke von 13 mm aufweisen. Es gibt 10 zusätzliche Punkte, wenn man jede Box mit je einer Scheibe trifft, d. h. eine „Lage“ vollmacht. Das ergibt bei 30 Scheiben eine maximale Gesamtpunktzahl von 148 Punkten (je sieben pro Box entspricht 7 × 20 plus zweimal die „4“). Das Problem besteht darin, dass nicht versenkte Scheiben den direkten Weg in die Boxen versperren und dadurch ein Spiel über die Banden oder ein Anspielen einer sperrenden Scheibe erforderlich ist.
Dauer des Spieles: Der Spieler darf, wenn jeweils alle Scheiben gespielt sind, zweimal die vor den Toren liegenden Scheiben nochmals spielen. Anschließend werden die Punkte in den Boxen gezählt.

## Geschichte
Das über 100 Jahre alte Spiel hat seinen Ursprung in den Niederlanden, wo es Sjoelen genannt wird. Lange vergessen, wurde es ab den 1920er Jahren als Sportart wieder ins Leben gerufen. Doch erst 1968 fand wieder ein großes Turnier mit 1200 Spielern statt. Heute existieren in den Niederlanden mehr als 100 Vereine im Verband ANS mit über 6000 Mitgliedern. Und inzwischen sind zwei Holzbretter (Sjoelbakken) für offizielle Wettkämpfe zugelassen: der S240 von Schilte und der HS-50 von Heemskerk.
Die deutsche Bezeichnung ist eine Wortschöpfung des deutschen Geschäftsmanns Jakobus Schmidt aus Oldenburg, der die Kurzform seines Vornamens "Jakko" mit der Endung -lo versah und das Spiel unter diesem Namen in Deutschland verbreitete. Er entdeckte das Spiel 1960 in Holland und vertrieb es ab dann auch in der Bundesrepublik.
Der DJB (Deutscher Jakkolo Bund) wurde am 16. September 1995 in Wüsting bei Oldenburg in Niedersachsen gegründet. In diesem Jahr fand auch ein erstes offizielles Länderspiel zwischen Deutschland und den Niederlanden in Wüsting statt, welches die niederländischen Spieler deutlich gewannen. Inzwischen finden auch Länderturniere mit Belgien und der ehemaligen niederländischen Kolonie Suriname statt. 2008 wurde die erste Weltmeisterschaft in den Niederlanden ausgetragen. Auch in Deutschland (2011) und Tschechien (2015) fanden bereits Weltmeisterschaften mit bis zu 9 Ländern und fast 200 Spielern statt.